# Rakitnica, Ribnica

Lega kraja v Atlasu okolja

Rakitnica je naselje v Občini Ribnica.